# Chromostereopsis

Couleurs saillante et fuyante

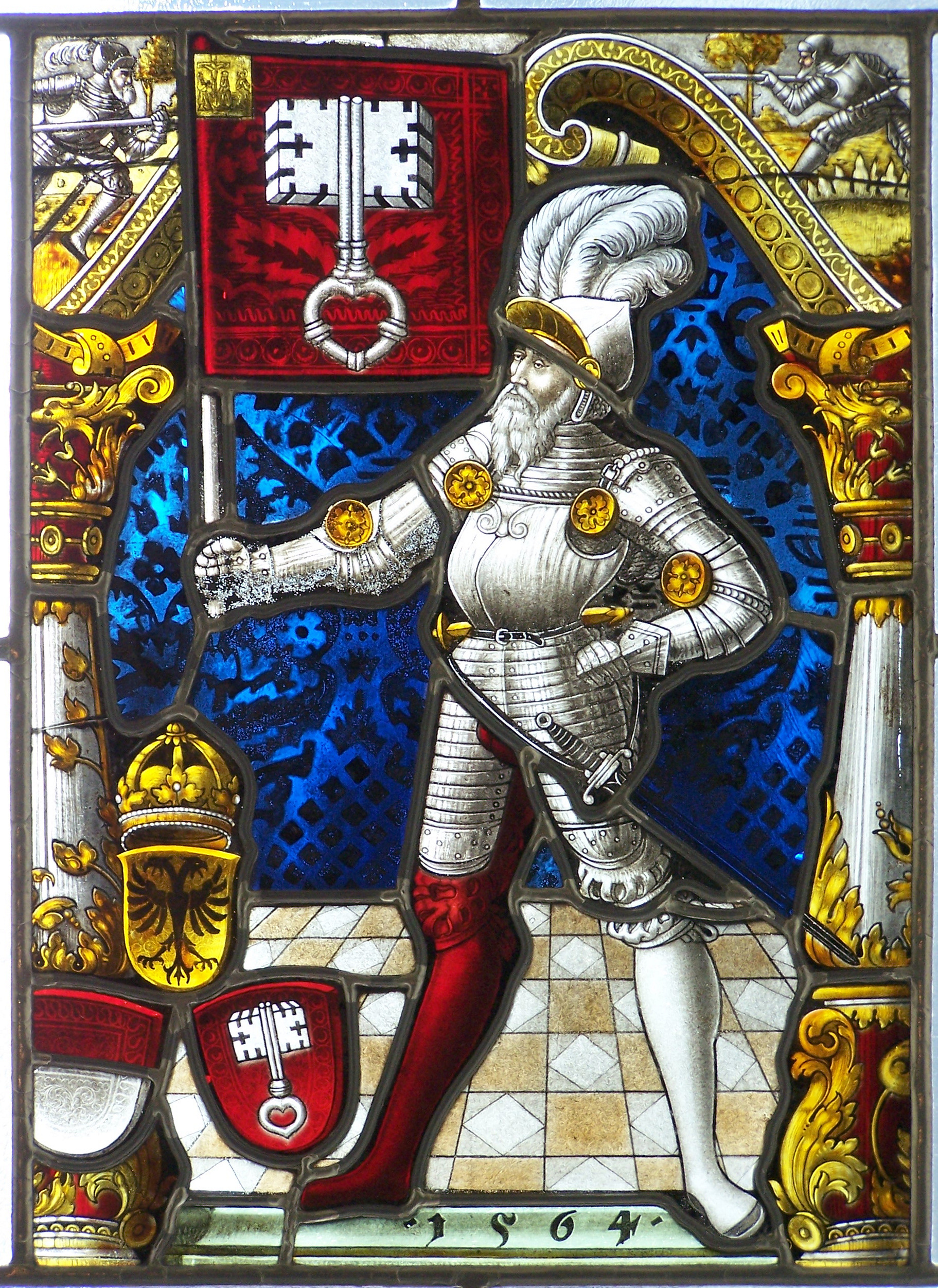
Exploitation dans un vitrail (château de Sułkowski à Bielsko-Biała (Pologne), 1564)

Chromostereopsis est un néologisme attesté seulement en langue anglaise ; en français on trouve, rarement, chromostéréoscopie. Tiré du grec chromo, couleur et stereo, volume, il désigne un procédé pictural ancien dans lequel une image plate donne une impression de profondeur au moyen d'un contraste de couleurs,.
L'effet se base sur une propriété connue dans la peinture depuis l'époque classique. Une aire rouge ou de couleur chaude sur un fond gris s'interprète comme une tache sur le fond, tandis qu'une aire bleue ou de couleur froide se perçoit comme un trou dans la surface. Les premières se disent saillantes, les secondes, fuyantes. Goethe le mentionne dans son Traité des couleurs. L'enseignement académique professe ainsi que la perspective aérienne exige que les fonds soient bleuâtres et les premiers plans, brunâtres. Il renforce souvent d'autres indices de la disposition des objets, comme l'occlusion, qui est la propriété d'un objet proche de masquer un objet plus lointain, et les effets de perspective.
Einthoven a attribué en 1885 l'effet à une certaine forme d'aberration chromatique dans l'œil,,,,.